# 中山纪念堂 (常州)
常州中山纪念堂位于中国江苏省常州市钟楼区大庙弄北侧，原常州府城隍庙基址之上，为仿古宫殿式建筑，覆以重檐歇山顶，西侧存有古银杏树一株。该建筑由中华民国武进县政府主持建造于1933年，落成时戏剧家洪深曾率复旦剧社来此演出以示庆祝，后为中国国民党武进县党部所在地，1949年后相继为常州市军管会、常州专区专员公署和某机关食堂，自二十世纪八十年代末起被长期租与餐饮企业经营使用，2011年3月收回，现已闲置。当前常州市政府正计划对其进行修缮保护，并恢复其文化事业用途和历史纪念作用。2016年3月，修繕一新的中山紀念堂以嶄新的面貌回歸。